# 大学の運営に関する臨時措置法
大学の運営に関する臨時措置法（だいがくのうんえいにかんするりんじそちほう、昭和44年8月7日法律第70号）は、大学紛争が生じている大学の運営に関し、緊急に講ずべき措置を定めた日本の法律である。
1999年（平成11年）12月に制定された中央省庁等改革関係法施行法により2001年（平成13年）1月に廃止された。

## 制定の経緯
本法律制定にあたり保利茂官房長官が後藤田正晴警察庁長官に罰則規定を考えるよう打診したところ、後藤田は「重い罰則というのは感心しません。なぜならああいう事件を起こしているものは確信犯ですから、重くすればするほど逆に使命感のようなものを持ってしまうからです。大学を管理する側がしっかりしていればいいんです」と答えている。保利もこの考えに同意したことから、教育等の休止及び停止等の定めはあるものの罰則がつけられていない。
1969年の通常国会に提出された本法案は野党の強い抵抗に遭った。会期を大幅延長して衆議院と参議院文教委員会を通過したものの、会期切れ2日前の8月3日の参議院本会議では、野党が引き伸ばしのため提出した先決議案である副議長不信任決議案審議の更に前段階である討論時間制限動議の投票もままならない状況であった。佐藤栄作首相は成立を諦める旨を述べたが、自民党国対委員長の園田直はなんとしてでも成立させることを主張し、田中角栄が重宗雄三議長に働きかけを行う。これを受け、先決議案の審議が終わっていないにもかかわらず、重宗議長は日程差し替えの起立採決と、委員長報告も討論も省略しての法案起立採決を行い、議事運営の慣例に反する形で強引に成立させた。
なおこのとき、本会議の開会を渋る重宗に対し、田中は「いいからジイさん、早く（開会）ベルを鳴らせ。やらなきゃ、このオレが許さんぞ」或いは「四の五のぬかすと、じじい、この窓から下に叩き落すぞ」と強く開会を迫ったという。

## 内容
おおまかに、次の内容が定められていた。
- 大学紛争が生じたときには、学長が直ちに文部大臣に状況を報告すること。
- 紛争大学の学長は、紛争を収拾するため、紛争学部等の教育研究機能を6ヶ月以内の期間、休止することができること。
- 紛争発生から9ヶ月以上（再発の場合は6ヶ月以上）経過しても収拾困難であるときは、文部大臣は当該学部の教育研究機能を停止できること。
- 教育研究機能の停止措置から3ヶ月以上経過してもなお収拾困難な場合は、当該大学・学部・学科・大学院等の廃止・改組・縮小等の措置を講ずることができること。
- この法律は施行の日から5年以内に廃止するものとされていること[注釈 1]。

## 法律の運用と影響
5年間にわたる施行期間中、一度も適用されることのない「伝家の宝刀」であったが、施行後紛争校の数は激減し、大学紛争の鎮静化に大きな影響を与えたと言われる。